# Dzidziuś pana Laurenta
Dzidziuś Pana Laurenta (Le Bebe de Monsieur Laurent) - dramat Rolanda Topora wydany w 1972.

## Opis treści
Dzidziuś Pana Laurenta jest pseudosztuką teatralną, parodią dramatu. Głównie dominuje tu czarny humor. Akcja składa się ze splotu absurdalnych sytuacji. Opowiada o Panu Laurent, który pewnego dnia przybił swoje dziecko na drzwiach frontowych swojego domu. Zdarzenie to jest żywo komentowane przez okolicznych mieszkańców. Między dialogami wplatane są śpiewy antycznego chóru. Na samym końcu dramatu Topor umieścił fikcyjny wywiad samego siebie z dziennikarzami, którzy zarzucają mu nieuzasadniony makabryzm. Wywiad również jest pełen śmiesznych i absurdalnych zdań.